# آن نيكسون كوبر
آن نيكسون كوبر (بالإنجليزية: Ann Nixon Cooper)‏ هي ناشِطة أمريكية، ولدت في 9 يناير 1902 في شيلبيفيل في الولايات المتحدة، وتوفيت في 21 ديسمبر 2009 في أتلانتا في الولايات المتحدة.